# 스베르케르 2세

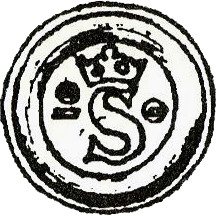

스베르케르 2세(스웨덴어: Sverker II, 1164년 ~ 1210년 7월 17일) 또는 스베르케르 칼손(스웨덴어: Sverker Karlsson)은 스웨덴의 국왕(재위: 1195년 또는 1196년 ~ 1208년)이다. 스베르케르가 출신이며 연소자 스베르케르(스웨덴어: Sverker den yngre 스베르케르 덴 윙레[*])라는 별칭으로 부르기도 한다.

## 생애
칼 7세 국왕의 아들로 태어났다. 그의 어머니인 크리스티나 스틱스도테르 흐비데(Kristina Stigsdotter Hvide)는 덴마크의 귀족 출신이다.
1167년 칼 7세 국왕이 살해당하면서 에리크가 출신인 크누트 1세가 스웨덴의 국왕으로 즉위했다. 덴마크로 이주한 스베르케르는 한동안 자신의 어머니가 속해 있던 흐비데가(Hvide)의 손에서 성장했으며 흐비데가 출신인 베네딕타 에베스도테르(Benedikta Ebbesdotter, 1165년경 또는 1170년경 ~ 1199년경 또는 1200년경)와 결혼하기도 했다. 그렇지만 스웨덴의 크누트 1세 국왕이 덴마크의 발데마르 1세, 크누드 6세가 일으킨 반란을 지원하면서 덴마크와 스웨덴 간의 양국 관계가 악화되었고 결국 스웨덴으로 귀환하게 된다.
1195년 또는 1196년에 크누트 1세 국왕이 사망하면서 스웨덴의 스베르케르 2세 국왕으로 즉위했다. 1199년경에는 스베르케르 2세 국왕의 첫 번째 아내인 베네딕타 왕비가 사망했고 1200년경에는 비엘보가(Bjelbo) 출신인 잉에예르 비르예르스도테르(Ingegerd Birgersdotter, 1180년경 ~ 1210년 이후 또는 1230년)와 결혼했다.
1203년경 스웨덴에서는 크누트 1세의 4명의 아들들의 왕위 계승 문제로 인해 내전이 벌어졌고 스베르케르 2세는 노르웨이로 망명하게 된다. 1205년에는 크누트 1세의 아들들이 노르웨이의 비르키베이나르 파벌의 지원을 통해 스웨덴으로 귀환했다. 한편 스베르케르 2세는 엘가라스(Älgarås) 전투에서 에리크가를 물리쳤다. 이 과정에서 크누트 1세의 3명의 아들들은 전사했고 유일하게 살아남은 에리크는 1208년 노르웨이의 지원을 통해 스웨덴으로 귀환했다.
1208년 1월 31일 레나(Lena) 전투에서 에리크가의 에리크에게 패배하면서 왕위에서 물러났으며 나중에 덴마크로 망명했다. 에리크가의 에리크는 스웨덴의 에리크 10세 국왕으로 즉위했다. 1210년 7월 덴마크의 지원을 통해 예스틸렌(Gestilren) 전투에 참전하던 도중에 전사했다.
| 전임 크누트 1세 | 스웨덴의 국왕 1195년 / 1196년 ~ 1208년 | 후임 에리크 10세 |